# 華南電影工作者聯合會
華南電影工作者聯合會（South China Film Industry Workers Union，简称“华南影联”）前身為「華南電影工作者聯誼會」，成立於1949年7月10日，同年更改成現名，簡稱影聯會，是香港首個電影專業人員團體，創會初期只限於粵語片從業員，其後容納國語片範疇，最終擴大至電視、電台、話劇及藝術攝影界。聯合會永久會址位於九龍城獅子石道。

## 宗旨
聯合會以「聯絡同人感情，發揚電影藝術，促進同人康樂」為宗旨。

## 創會
1949年3月27日有40多位粵語電影從業員在黃曼梨家中談起當時粵語片在營業上不景氣及工作苦悶，認為每個行業也有一個公會，而電影卻還沒有，從業員毫無保障，且投訴無門，希望成立一個組織來保障合法權益。推舉吳楚帆、蘇怡、李化、莫康時、盧敦等25人為籌備委員。
粵語片當時「七日鮮」式的粗製作品，一批想改變現況的電影人於1949年4月8日在《大公報》發表「清潔運動」宣言，聯署共有164人，包括吳楚帆、白燕、張瑛、黃曼梨、唐滌生、薛覺先、羅品超、關德興、曹達華等台前幕後精英，當中大多數為後來影聯會成立的骨幹，要求自我反省及檢討，團結一致停止拍製毒害社會的影片，最後一句是「願光榮與粵語片同在，願恥辱與粵語片絕緣」。而其後成立有「香港電影光榮旗幟」之稱的中聯影業公司全部21名股東均為影聯會的創會成員。
經過多次籌備座談，由吳其敏執筆完成組織章程，並一致同意由蘇怡提出的「華南電影工作者聯誼會」為名。1949年7月10日假座華商總會禮堂舉行成立典禮，同時選出由李化、吳楚帆、黃曼梨、盧敦、莫康時、張瑛、洪叔雲、趙樹燊及李鐵9人組成的主席團，然後由會場主席李化致開幕辭，盧敦報告籌組經過，其後宣讀、討論及通過章程，並選出首屆理事會成員。1949年12月因應香港社團條例，更名為「華南電影工作者聯合會」，於1949年12月29日獲准註冊，創會會員367人，包括當時粵語影壇大部份精英。

## 會章、會徽及會歌
影聯會首份會章由吳其敏執筆，自成立後，先後作出修訂27次，其中8次為主要修訂，主要由朱楓和馮凌霄等人負責。
1966年影聯會遷入獅子石道永久會址後開始採用會徽，由及黃慶華設計，並由區濤繪製，圖案為一個圓圈，內有一個攝影機的剪影，下面有「影聯」兩字，代表影聯會的專業特點以及會員們緊密團結的精神。會徽下方「華南電影工作者聯合會」的字樣由關會權負責在魯迅的手稿中採集而成。
影聯會會歌《要為藝術譜新篇》於1997年為48周年會慶而創作，由作曲，「方荻風」（即鮑方、白荻和朱楓3人聯合的筆名）作詞。

## 興建會所
影聯會成立初期，一度以李化和張瑛的家作為會務聯絡處，直到1952年時任理事長黃曼梨籌獲經費改租用九龍城「太子酒店」（現為「柏德豪庭」）為臨時會址。為興建永久會所，早於1950年已成立由任護花、蘇怡及何澤民組成的「籌建會址委員會」，再按早年義拍「國防電影」《最後關頭》的經驗，成立「製片合作事業委員會」及「劇本研究委員會」，預備義影片籌募經費。第一期開拍兩部影片，1950年上映的《人海萬花筒》及1954年的《錦繡人生》，於1957年第九屆理事會作出籌拍一部粵語片及一部國語片的決定，分別為1959年的《豪門夜宴》及1962年的《男男女女》。
1953年在《人海萬花筒》上映後獲得一筆資金，租用九龍城南角道71號四樓連天台作為固定會所。在義拍4部影片後，興建會所如火如荼進行，初時在九龍塘購入地皮，惟因只限作住宅用途而放棄，最後在九龍城現址購入兩個相連地舖，再拆卸建築會所。惟4部影片的收入在扣除部分撥作會員的福利開銷後，餘款僅足夠購買地皮，建築費用從新華銀行取得70萬港元免息貸款才能夠開展建築工程。
影聯會由盧敦、謝益之及李亨三人組成專責小組負責處理興建會所事宜，由於當時啟德機場尚未搬遷，樓宇高度受限制，新會所樓高6層，影聯會佔用地舖至四樓，最高兩層交由中業中學使用，雙方攤分建築費用。建築工程由「聯豐建築公司」承建，採用中間無柱設計，於1966年底落成啟用。

## 義拍影片

### 人海萬花筒
華南電影工作者聯合會在成立一年後動員10位導演、10位編劇及多達116位演員製作《人海萬花筒》，攝製的片場多達6間。所有編、導及工作人員均是義務參與，收入全撥歸福利基金。10個故事有古有今，有喜有悲，片名《人海萬花筒》由任護花提出，於1950年8月23日推出公映，片長110分鐘，為黑白粵語電影。
1995年華南電影工作者聯合會與香港電影資料館合作翻新《人海萬花筒》的底片，並安排於同年舉行的香港國際電影節上演。
| #  | 名稱             | 片廠             | 編劇     | 導演   | 主要演員               |
| -- | ---------------- | ---------------- | -------- | ------ | ---------------------- |
| 一 | 《怨天尤人》     | 大觀製片場       | 朱克     | 趙樹燊 | 李清、黃曼梨           |
| 二 | 《小市民幻想曲》 | 四達製片廠       | 莫康時   | 俞亮   | 張活游、黃超武、小燕飛 |
| 三 | 《謠傳》         | 外景             | 李晨風   |        | 曹達華、紫羅蓮、羅品超 |
| 四 | 《海角亡魂》     | 自由製片場       | 司馬文森 | 盧敦   | 梅珍、馮應湘、馮峰     |
| 五 | 《孽債》         | 大觀製片場       | 黃若海   | 李化   | 鄺山笑、林妹妹、葉萍   |
| 六 | 《黑市婚姻》     | 自由製片場       | 秦劍     | 吳回   | 李海泉、伊秋水、劉桂康 |
| 七 | 《陳圓圓之歌》   | 南洋製片場       | 任護花   | 陳皮   | 薛覺先、馬師曾、紅線女 |
| 八 | 《皇親國戚》     | 南洋製片場       | 馮鳳謌   | 黃金印 | 石燕子、林蛟、羅艷卿   |
| 九 | 《寸金尺土》     | 友僑影業公司片場 | 吳其敏   | 李鐵   | 張瑛、梁醒波、容小意   |
| 十 | 《螺絲釘》       | 大觀製片場       | 馬容國   | 李應源 | 吳楚帆、白燕           |

### 錦繡人生
華南電影工作者聯合會第二部出品《錦繡人生》，全片分3個獨立故事，改編自世界文學名著，原本有第四個故事《鄉村姑娘》，但因片長而放棄。於1954年4月15日推出首映，為黑白粵語電影。
| #  | 名稱           | 原著           | 改編         | 導演   | 主要演員             |
| -- | -------------- | -------------- | ------------ | ------ | -------------------- |
| 一 | 《可憐的裴迦》 | （俄國）亞穆柏 | 朱克、譚新風 | 楊工良 | 張瑛、容小意、李清   |
| 二 | 《項鍊》       | （法國）莫泊桑 | 、何碧堅     | 李鐵   | 吳楚帆、紫羅蓮、梅珍 |
| 三 | 《同胞姊妹》   | （英國）霍登   | 盧敦、陳雲   | 秦劍   | 盧敦、黃曼梨、湯劍廷 |

### 豪門夜宴
華南影聯為籌募會員福利基金而攝製的第三部電影《豪門夜宴》，前兩部影片以「斬件式」由數個短篇故事組合而成，但觀眾不太受落，由馮鳳謌提出通過一張宴會的請柬，描述幾個家庭和各階層人物的心態，可以分開拍攝，亦能串連成為一個完整的故事。《豪門夜宴》由李晨風、李鐵、吳回及羅志雄聯合導演，主要演員包括吳楚帆、張瑛、盧敦、張活游、李清、梅綺、羅艷卿、林坤山、白燕、姜中平、黃曼梨、黃楚山、容小意、李月清、吳回、黎灼灼、上官筠慧等，於1959年7月15日推出首映，片長102分鐘，為黑白粵語電影，其後分別於1966年及1974年兩度重映，票房收入與評價均為四部義拍電影之冠。
2005年為慶祝中國電影誕生一百周年，香港電影金像獎主辦「百年百部最佳華語電影」選舉，《豪門夜宴》成為第83位的上榜電影。《豪門夜宴》亦在1993年於上海舉行的「長鳳新電影回顧展」及1995年的法國「第十四屆中國電影展」中展出。

### 男男女女
華南影聯為紀念電影誕生一百周年兼籌募會員福利基金攝製的第四部影片《男男女女》，由朱石麟、李晨風、李鐵、胡小峰、唐龍及盧敦聯合執導，國、粵語電影紅星參演包括夏萍、白燕、李月清、苗金鳳、金雷、盧敦、張瑛、傅奇、白茵、江漢、韋偉、吳楚帆、張活游、姜中平、李清等，於1962年2月27日首映，得院商破例給予14天映期，片長100分鐘，伊士曼七彩攝製，票房收入約為43萬港元，創下當時粵語片的最高賣座紀錄。

## 歌舞藝術紀錄片
華南電影工作者聯合會於1966年拍攝一部大型歌舞藝術紀錄片《紅花朵朵向太陽》，為中華人民共和國成立十七周年，香港各屆舉行文藝大匯演，先後於普慶戲院及香港大會堂演出23場，場場滿座，於是華南影聯便將之拍攝成紀錄片，於同年11月8日在清水灣片廠開鏡，僅花了一個多月便拍攝完成，參演人員多達2,000人，而在片中擔任司儀是鮑起靜。

## 歷任主要成員
| 屆數 | 年期        | 會長       | 榮譽會長       | 理事長 | 監事長 |
| ---- | ----------- | ---------- | -------------- | ------ | ------ |
| 1    | 1949-1950年 | --         | --             | 莫康時 | 袁耀鴻 |
| 2    | 1950-1951年 | --         | --             | 莫康時 | 趙樹燊 |
| 3    | 1951-1952年 | --         | --             | 黃曼梨 | 白燕   |
| 4    | 1952-1953年 | --         | --             | 黃曼梨 | --     |
| 5    | 1953-1954年 | --         | --             | 張瑛   | 李晨風 |
| 6    | 1954-1955年 | --         | --             | 李清   | 平凡   |
| 7    | 1955-1956年 | --         | --             | 李清   | 吳回   |
| 8    | 1956-1957年 | --         | --             | 劉芳   | 吳回   |
| 9    | 1957-1958年 | --         | --             | 劉芳   | 李鐵   |
| 10   | 1958-1959年 | --         | --             | 劉芳   | 李晨風 |
| 11   | 1959-1960年 | --         | --             | 劉芳   | 傅奇   |
| 12   | 1960-1961年 | --         | --             | 盧敦   | 傅奇   |
| 13   | 1961-1962年 | --         | --             | 劉芳   | 王逸鵬 |
| 14   | 1962-1963年 | --         | --             | 劉芳   | 李萍倩 |
| 15   | 1963-1964年 | 朱石麟     | --             | 劉芳   | 傅奇   |
| 16   | 1964-1965年 | 朱石麟     | --             | 盧敦   | 傅奇   |
| 17   | 1965-1968年 | 朱石麟     | --             | 盧敦   | 石慧   |
| 18   | 1968-1970年 | 李萍倩     | --             | 盧敦   | 石慧   |
| 19   | 1970-1972年 | 李萍倩     | --             | 盧敦   | 石慧   |
| 20   | 1972-1974年 | 李萍倩     | --             | 盧敦   | 陸元亮 |
| 21   | 1974-1975年 | 李萍倩     | --             | 傅奇   | 姜明   |
| 22   | 1976-1978年 | 李萍倩     | --             | 傅奇   | --     |
| 23   | 1978-1980年 | 廖一原     | --             | 傅奇   | --     |
| 24   | 1980-1982年 | 廖一原     | --             | 石慧   | --     |
| 25   | 1982-1984年 | 廖一原     | --             | 石慧   | --     |
| 26   | 1984-1986年 | 廖一原     | --             | 石慧   | --     |
| 27   | 1986-1988年 | 廖一原     | --             | 石慧   | --     |
| 28   | 1988-1990年 | 廖一原     | --             | 石慧   | --     |
| 29   | 1990-1992年 | 廖一原     | --             | 石慧   | --     |
| 30   | 1992-1994年 | 廖一原     | --             | 馮琳   | --     |
| 31   | 1994-1996年 | 廖一原     | --             | 馮琳   | --     |
| 32   | 1996-1998年 | 廖一原     | --             | 馮琳   | --     |
| 33   | 1998-2000年 | 廖一原     | --             | 周驄   | --     |
| 34   | 2000-2002年 | --         | 廖一原、夏夢   | 朱虹   | --     |
| 35   | 2002-2004年 | --         | 夏夢           | 周驄   | --     |
| 36   | 2004-2006年 | --         | 夏夢           | 周驄   | --     |
| 37   | 2006-2009年 | 夏夢       | 許敦樂         | 余倫   | --     |
| 38   | 2009-2012年 | 夏夢       | 許敦樂         | 余倫   | --     |
| 39   | 2012-2015年 | 夏夢       | 許敦樂         | 張康達 | --     |
| 40   | 2015-2018年 | 夏夢、周驄 | 許敦樂         | 張康達 | --     |
| 41   | 2018-2021年 | 周驄       | 許敦樂、陳一奇 | 余倫   | --     |

## 外部連結
- 香港電影資料館：人海萬花筒 （页面存档备份，存于）
- 香港電影資料館：錦繡人生 （页面存档备份，存于）
- 香港電影資料館：豪門夜宴 （页面存档备份，存于）
- 香港電影資料館：男男女女 （页面存档备份，存于）

1. ↑  . 香港: 《文匯報》. 2017-03-28  [2023-01-21]. （原始内容存档于2023-01-20）.